# Реструктуризація боргу
Реструктуризація боргу — це зменшення кредитного навантаження за договором кредитування завдяки зміні умов у кращий бік для позичальника, який не має можливості погасити поточну заборгованість. Реструктуризація застосовується, якщо боржник не мав серйозних прострочень у поточного кредитора або незакритих проблемних кредитів у інших кредитно-фінансових установах.
Також застосовується як практика для повторного розгляду умов зовнішніх державних запозичень, яка полягає у зменшенні кредитного навантаження на позичальника.